# Musée de la Vitesse de Pendine
Le Musée de la Vitesse de Pendine est consacré à l'utilisation de la plage de Pendine Sands pour les tentatives de records de vitesse sur terre. Il a été ouvert en 1996 dans le village de Pendine, sur la côte sud du pays de Galles, et est possédé et géré par le Conseil du Comté de Carmarthenshire. Le musée a accueilli 33.522 visiteurs en 2009.
Pour une partie de l'été, le musée abrite Babs, la voiture des records de vitesse sur terre dans laquelle J. G. Parry-Thomas se tua en 1927. Babs fut enterrée dans les dunes après l'accident, et excavée en 1969, après 42 ans d'enfouissement sur la plage de Pendine Sands, puis restaurée pendant 16 années par Owen Wyn Owen.

## Références

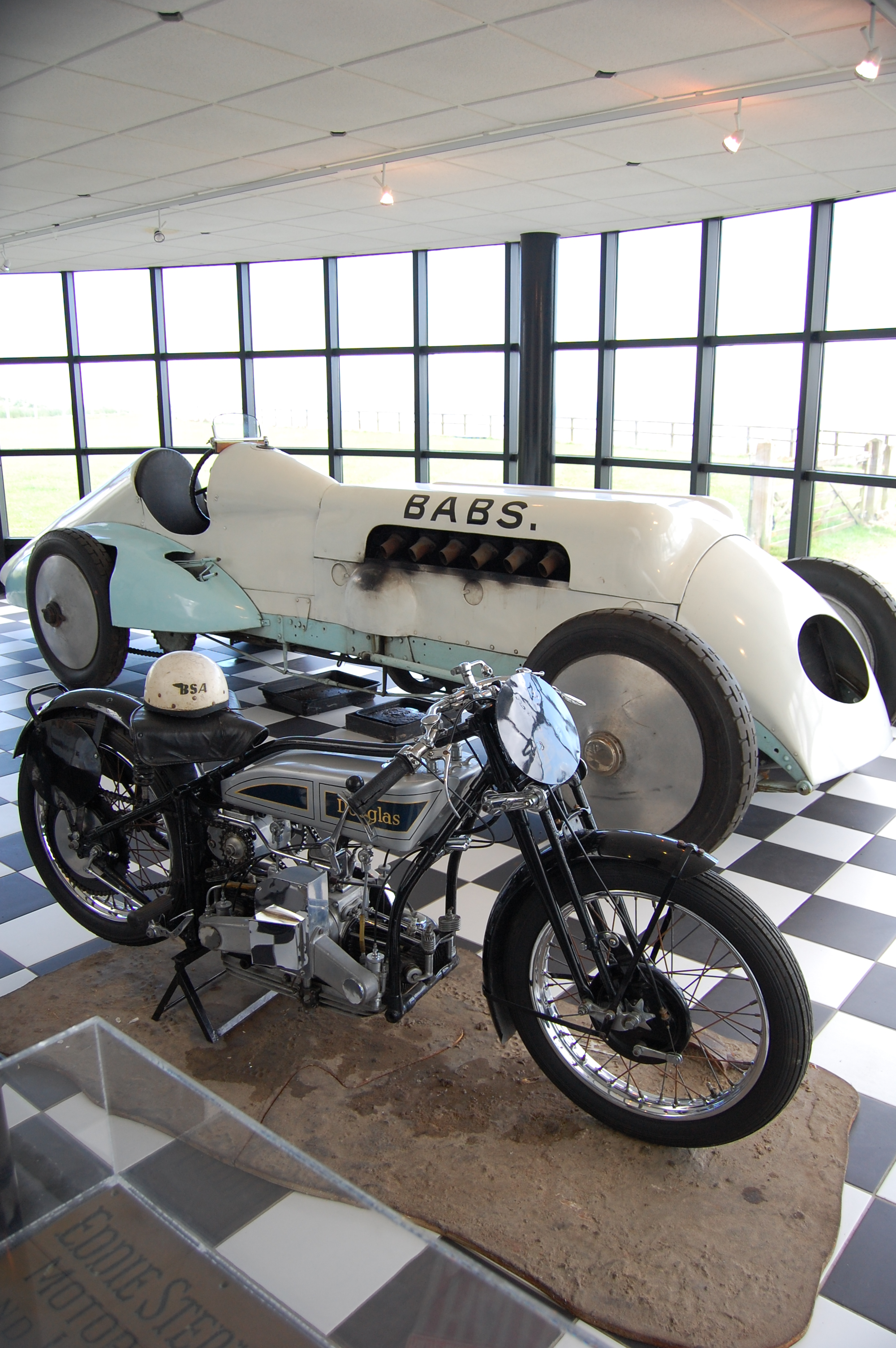
À l'intérieur du musée

### Voitures
- Chitty Bang Bang, les voitures de course du comte Zborowski, dont l'une deviendra la Babs après sa mort
- L'histoire de la voiture Babs
- La Sunbeam 350 HP, la première Blue Bird
- La deuxième et la troisième Blue Bird de Sir Malcolm Campbell
- La BlueBird de 1931
- La dernière BlueBird

### Pilotes
- J. G. Parry-Thomas, mort au volant de sa Babs
- Sir Malcolm Campbell
- Henry Segrave remporta aussi de nombreux records de vitesse